# Tokto-szigetcsoport
A Tokto-szigetcsoport, ismertebb nevén a Liancourt-szirtek egy sziklás szigetcsoport, amely a Keleti-tengeren (Japán-tenger) található 87,4 km-re a koreai Ullung-szigettől, 157 km-re a japán Oki-szigetektől, 215 km-re a dél-koreai partoktól, valamint 211 km-re Japán partjaitól. A szigetcsoport vulkanikus aktivitás eredményeként keletkezett, két nagyobb szigetből – Tongto és Szodo – és 89 kisebb szirtből áll, teljes területe 187,554m2.
Dél-Korea gyakorol joghatóságot a szirtek felett.

## Turizmus
A Tokto-szigetcsoport szigetei látogathatók. 2024 januárjától átlagosan napi 500 turista látogat el a szigetekre. 2005 óta Tongtót 3.2 millióan látogatták meg. Szodo látogatásához azonban előzetes engedély szükséges Ullung tartománytól.

## Építmények
Dél-Korea építési munkálatokat végzett a Tokto-szigetcsoport területén. 2007-ben két sótalanításra alkalmas üzemet építettek, amelyek napi 28 tonna tiszta víz előállítására voltak képesek. 2009-re a szigeteken egy világítótorony, egy helikopter leszállópálya és egy rendőrlaktanya épült fel. Ezek mellett két nagy dél-koreai távközlési vállalat is mobiltelefon-tornyokat telepített a szigetekre.